# Карданов, Кубати Локманович
Кубати Локманович Карданов (9 июля 1917, Догужоково, Терская область — 13 мая 2011, Москва) — участник Великой Отечественной войны, заместитель командира эскадрильи 88-го истребительного авиационного полка 229-й истребительной авиационной дивизии 4-й воздушной армии Северо-Кавказского фронта. Герой Советского Союза (1943). На момент присвоения звания Героя — капитан, впоследствии — генерал-майор.

## Биография
Родился 9 июля 1917 года в с. Аушигер Терской области Российской империи (ныне Черекского района Кабардино-Балкарии). Кабардинец.
Окончил педагогическое училище (ныне КБГУ) в Нальчике в 1935 году. Работал учителем в селе Урвань, заведующим школой в селе Аушигер, инспектором народного образования Кабардино-Балкарской АССР.
После окончания аэроклуба — в 1939 году призван в ряды Красной Армии. В 1940 году окончил Качинскую военную авиационную школу лётчиков. Член КПСС с 1942 года.
Капитан К. Л. Карданов к июню 1943 года совершил 550 боевых вылетов, уничтожил и вывел из строя 2 танка, 127 автомашин, 7 орудий, 13 зенитных точек, сотни гитлеровцев. Всего совершил свыше 700 боевых вылетов на «И-16», «ЛаГГ-3» и «Ла-5», в воздушных боях лично сбил 17 самолётов противника и 12 — в группе.
После окончания Великой Отечественной войны продолжал службу в ВВС. В 1952 году окончил Военно-Воздушную академию, в 1961 году — Военную академию Генерального штаба.
С 1975 года генерал-майор авиации — в отставке. Работал старшим инженером во Всесоюзном научно-исследовательском институте стандартизации. Жил в г. Москве, где умер в своей квартире 13 мая 2011 года.
Брат Кубати — Кабард Локманович, также является Героем Советского Союза.

## Награды
- Указом Президиума Верховного Совета СССР от 24 августа 1943 года за мужество и героизм, проявленные в воздушных боях с немецко-фашистскими захватчиками, капитану Кубати Локмановичу Карданову присвоено звание Героя Советского Союза с вручением ордена Ленина и медали «Золотая Звезда» (№ 1147).
- Награждён ещё двумя орденами Ленина (23.02.1942, 29.04.1942) тремя орденами Красного Знамени (05.11.1941, 29.04.1957, 01.10.1963), двумя орденами Отечественной войны 1-й степени (06.07.1944, 06.04.1985), орденом Отечественной войны 2-й степени (24.05.1945) , двумя орденами Красной Звезды (30.04.1954, 31.10.1967), а также медалями.
- Звание «Почётный гражданин города Нальчика» (1990 год)[1].

## Память
- В честь героя была выпущена почтовая карточка СССР.
- Кубати Карданов — автор воспоминаний — «Полёт к победе. Записки военного лётчика», Нальчик, 1985[2].
- В 2016 году вышло стихотворение о братьях Кубати и Кабарда Кардановых "У обелиска в Аушигере". Автор: поэт, журналист Гедугошева Оксана .
- 29 марта 2023 на фасаде дома по проспекту Кулиева, 3 в Нальчике торжественно открыли мемориальную доску Герою Советского Союза генерал-майору авиации Кубати Локмановичу Карданову.